# Alejandra Guerra
Alejandra Guerra Morales (Lima, 1975) es una actriz peruana.

## Biografía
Se formó como actriz de teatro en Carnegie Mellon University, École Jacques Lecoq, y danza en New World School of the Arts. Vivió varios años en Estados Unidos haciendo obras de teatro como Gulliver's Travels, Hamlet, The Green Bird, y regresó al Perú en 2006.
En el teatro estuvo en Flechas del ángel del olvido, El Tartufo, Un matrimonio en Boston (Boston Marriage), La Familia Fernández, Móvil, Efímero, Madre Coraje y sus hijos, y Pequeñas certezas. Debutó en la televisión en 2010, en el rol antagónico de la telenovela Los exitosos Gome$ como Marcela Núñez.
En el año 2011 actuó en la película El Inca, la boba y el hijo del ladrón, y protagonizó las obras Aeropuerto y Criadero, instrucciones para (no) crecer (de Mariana de Althaus). Empezó a compartir su tiempo como docente en la Pontificia Universidad Católica del Perú.
En el año 2012 protagonizó la obra La falsa criada, bajo la dirección de Alberto Ísola. El mismo año, el filme Cuchillos en el cielo, protagonizado por Guerra y dirigido por Alberto 'Chicho' Durant participó en el Festival de Lima. El filme se estrenó en enero de 2013 en Lima.

## Créditos

### Teatro
- Gulliver's Travels (U.S.)
- Hamlet (U.S.)
- The Green Bird (U.S.)
- Flechas del ángel del olvido (2006) como Dora.
- El Tartufo (2006) como Elmira.
- Efímero (2008) como Lunar.
- La Familia Fernández (2008) como Mamá Fernández.
- Un matrimonio de Boston (Boston Marriage) (2007) como Catherine.
- Pequeñas certezas (2009) como Olga.
- Móvil (2009) como Rosa.
- Don Juan regresa de la guerra (2009)
- Madre Coraje y sus hijos (2010) como Katrinn.
- Aeropuerto (2011)
- Criadero, instrucciones para (no) crecer (2011)
- La falsa criada (2012) como La doncella parisina "El varón".
- Después de la lluvia (2013)
- Quemar el bosque contigo adentro (2023) como "Madre"

### Televisión
- Los exitosos Gome$ (2010) interpretando a Marcela Núñez (2010).
- La Tayson, corazón rebelde interpretando a Milena (2012).
- Los Vílchez (2019) interpretando a Verónica Pinedo.
- Te volveré a encontrar (2020) interpretando a Paloma Montesinos.

### Películas
- El Inca, la boba y el hijo del ladrón (2011).
- Cuchillos en el cielo (2013).
- Caiga quien caiga (2018) interpretando a Laura Bozzo.
- Papá Youtuber (2019)

## Premios y nominaciones
| Año  | Premio                       | Categoría            | Trabajo               | Resultado |
| ---- | ---------------------------- | -------------------- | --------------------- | --------- |
| 2013 | Premios Luces de El Comercio | Mejor actriz de cine | Cuchillos en el cielo | Nominada  |
| 2019 | Premios Luces de El Comercio | Mejor actriz de TV   | El día de mi suerte   | Nominada  |